# 시모아카쓰카역
시모아카쓰카역(일본어: 下赤塚駅, しもあかつかえき)은 일본 도쿄도 이타바시구에 있는 도부 철도 도조 본선 역이다. 역 번호는 TJ 09이다.

## 역사
- 1930년 12월 29일: 영업 개시.
- 1983년 6월 24일: 당역 남쪽의 국도 254호 지하에 제도고속도교통영단(현, 도쿄 지하철) 유라쿠초 선 에이단아카쓰카 역(현, 지카테쓰아카쓰카 역) 영업 개시.
- 2008년 3월 18일: 발차 멜로디 사용 개시.

## 역 구조
상대식 승강장 2면 2선의 지상역이다.
역사와 개찰구는 상행 승강장 쪽의 북쪽 출입구와 하행 승강장 쪽의 남쪽 출입구 2개소가 있다. 역 구내에는 하행 승강장에 화장실이 있다. 상하행선 승강장 사이는 지하도에 의하여 연결되고 있다. 남쪽 출입구에는 1,2층을 임대, 3층 상층까지 집합 주택이 된 역 빌딩이 존재하고 승강장의 머리 위에 건물이 있는 역 빌딩의 드문 구조를 갖고 있다. 남쪽 출입구 역전에는 택시 정류장이 있다.

### 승강장
| 번호 | 노선    | 방향 | 행선                          |
| ---- | ------- | ---- | ----------------------------- |
| 1    | 도조 선 | 하행 | 나리마스・시키・가와고에 방면 |
| 2    | 도조 선 | 상행 | 가미이타바시・이케부쿠로 방면 |

## 역 주변
남쪽에 도조 선과 병행하고 국도 제254호선(가와고에 가도)이 달리는 지카테쓰아카쓰카 역은 바로 지하에 있다.
역 승강장은 도조 선의 보통 열차 10량 편성화 때 연장되고 상,하향 모두 건널목과 가깝다. 또, 나리마스 방향의 승강장 폭은 극히 협소하다.
- 지카테쓰아카쓰카 역(구, 에이단아카쓰카 역) - 도쿄 지하철(도쿄 메트로) 유라쿠초 선・후쿠토신 선
- 가와고에 가도(국도 제254호선)
- 히카리가오카 공원
- 이타바시 아카쓰카신마치 우체국
- 미쓰비시도쿄UFJ은행 시모아카쓰카 지점
- 조우렌지 절(도쿄 대불)
- 도쿄 도립 아카쓰카 공원
  - 아카쓰카 성 터
  - 이타바시 구립 미술관
  - 이타바시 구립 향토 자료관

## 사진

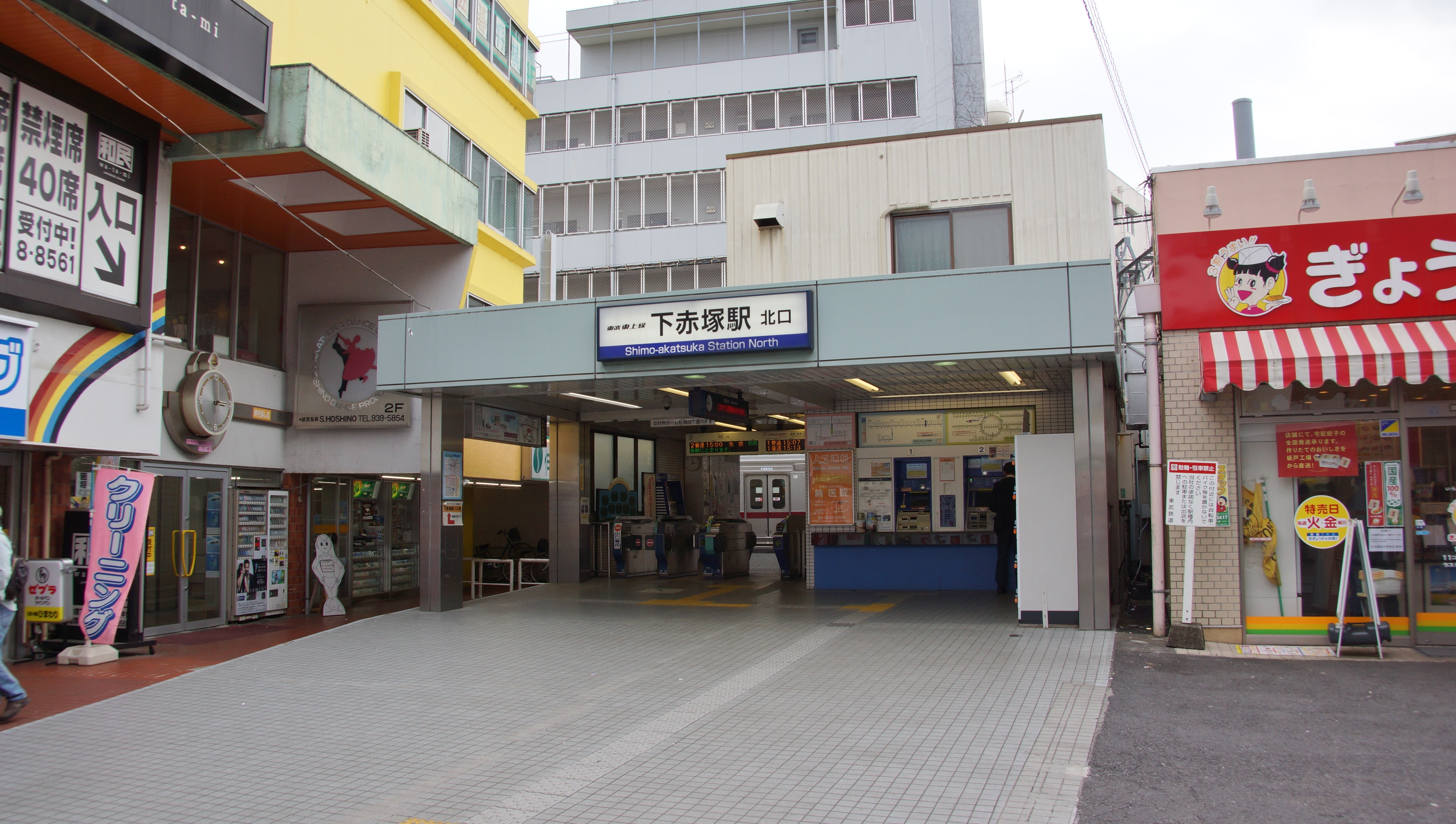
남쪽 출입구
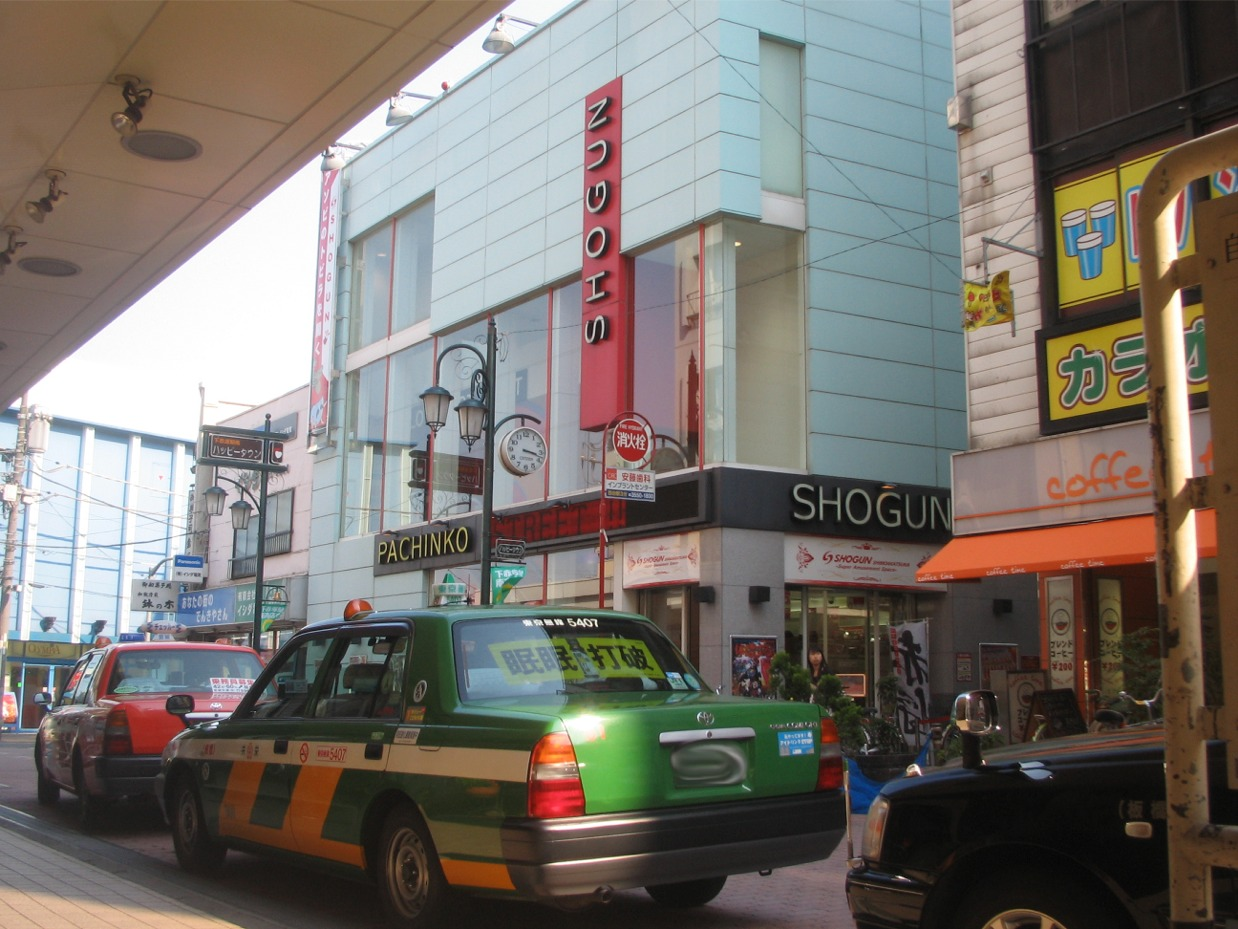
미나미구치 로터리 택시 승강장

## 인접역
| 도부 철도 도조 본선               | 도부 철도 도조 본선 | 도부 철도 도조 본선            |
| --------------------------------- | ------------------- | ------------------------------ |
| TJ 08 도부 네리마 이케부쿠로 방면 | □ 보통              | 나리마스 TJ 10 오가와마치 방면 |